# Wasyl Fyłonowycz
Wasyl Fyłonowycz, ukr. Василь Филонович (ur. 15 stycznia 1894 w Rohiznem, zm. 3 czerwca 1987 w Minneapolis) – generał-porucznik Armii Czynnej Ukraińskiej Republiki Ludowej.
Urodził się 15 stycznia 1884 roku w Rohiznem w rodzinie księdza prawosławnego Zachara Fyłonowycza herbu Kalinowa.